# خطوط أي إس إل فرنسا الجوية
خطوط أي إس إل فرنسا الجوية أو أي إس إل فرنسا أو الخطوط الجوية الفرنسية أي إس إل (بالإنجليزية: ASL Airlines France)؛ هي شركة طيران فرنسية، وتتخذ من مطار باريس شارل ديغول مركزًا لعملياتها.